# Panchina monumentale in onore di Penčo Slavejkov

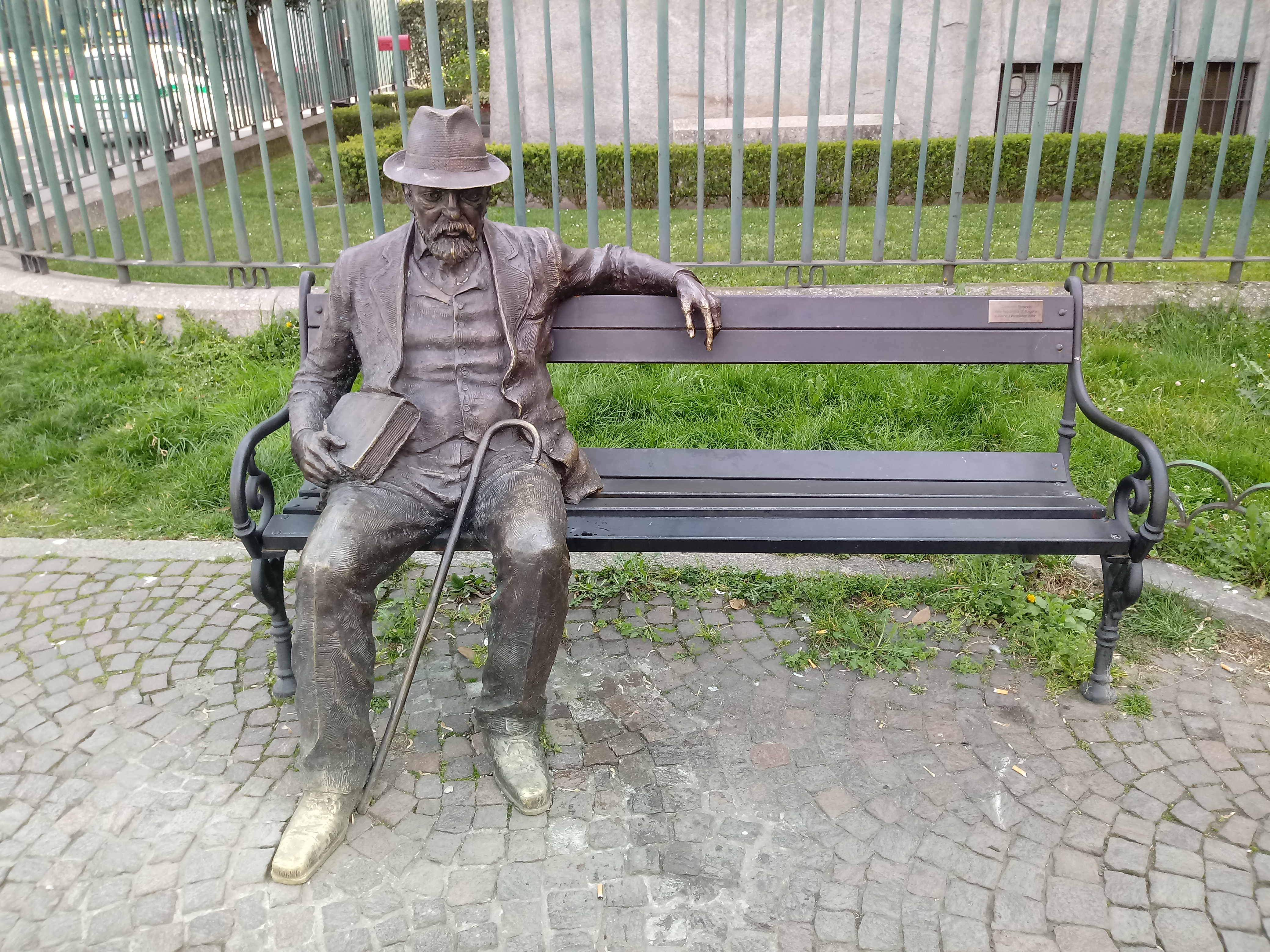
La panchina monumentale in onore di Penčo Slavejkov.

La panchina monumentale in onore di Penčo Slavejkov è un monumento alla memoria del poeta bulgaro Penčo Slavejkov, realizzato in occasione del 140º anniversario dello stabilimento dei rapporti diplomatici tra la Repubblica di Bulgaria e la Repubblica Italiana. L'opera riproduce il poeta Slaveykov seduto su una panchina. È collocata nel centro di Milano all'angolo tra via Verziere e via Brolo, nelle immediate vicinanze del Duomo e della Biblioteca Sormani.

## L'inaugurazione

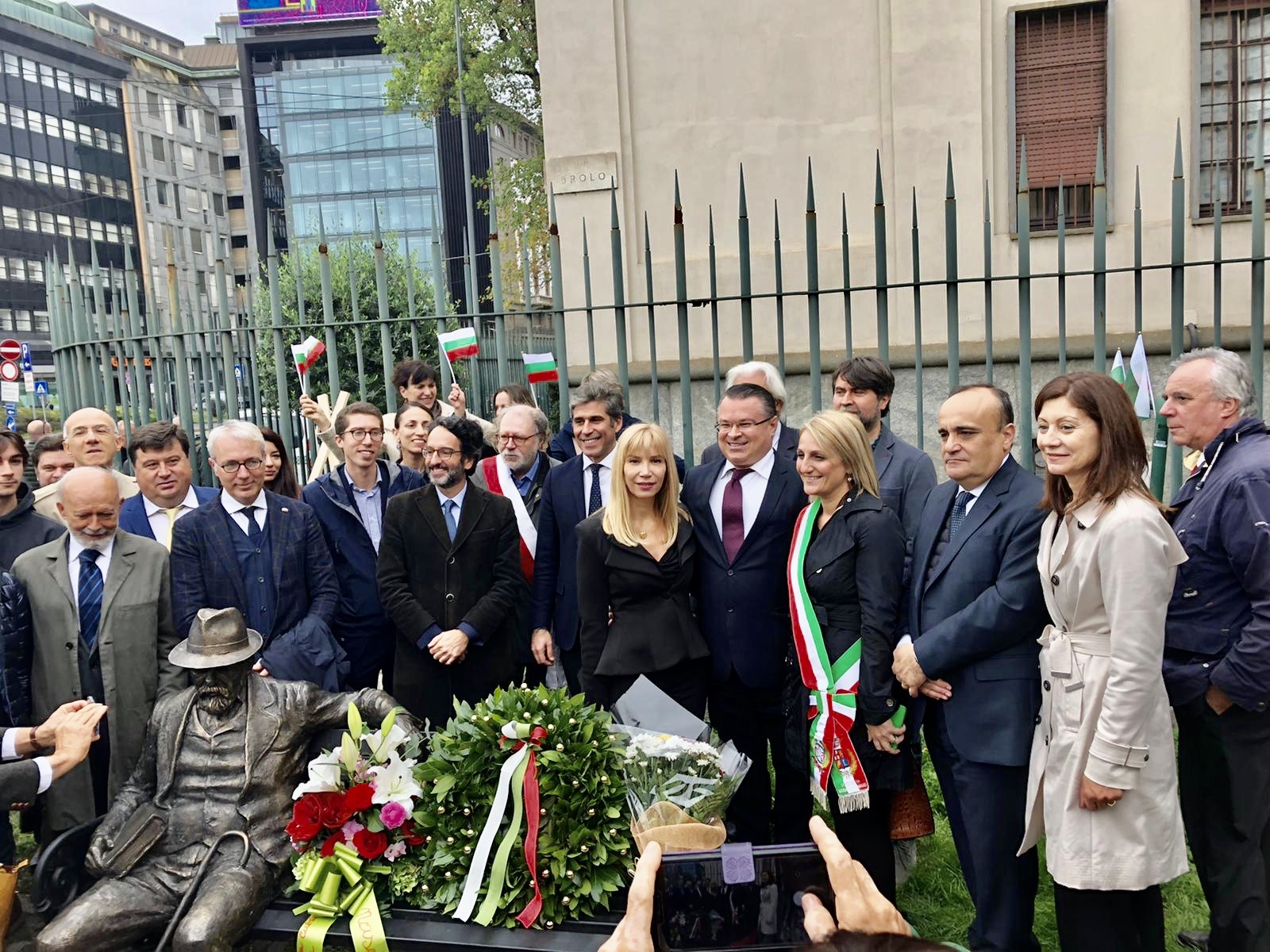
Inaugurazione della panchina monumentale in onore a Penčo Slavejkov.

Il consolato generale della Bulgaria a Milano, affiancato dall'Ambasciata generale di Bulgaria, presente alla cerimonia con l'ambasciatore generale Todor Stoyanov, ha deciso di commemorare l'evento rendendo omaggio al poeta bulgaro Penčo Slavejkov, morto in Italia. Il monumento è stato installato su iniziativa del console generale della Repubblica di Bulgaria, Tanya Dimitrova, ed è stato realizzato dallo scultore bulgaro Adrian Novakov. 

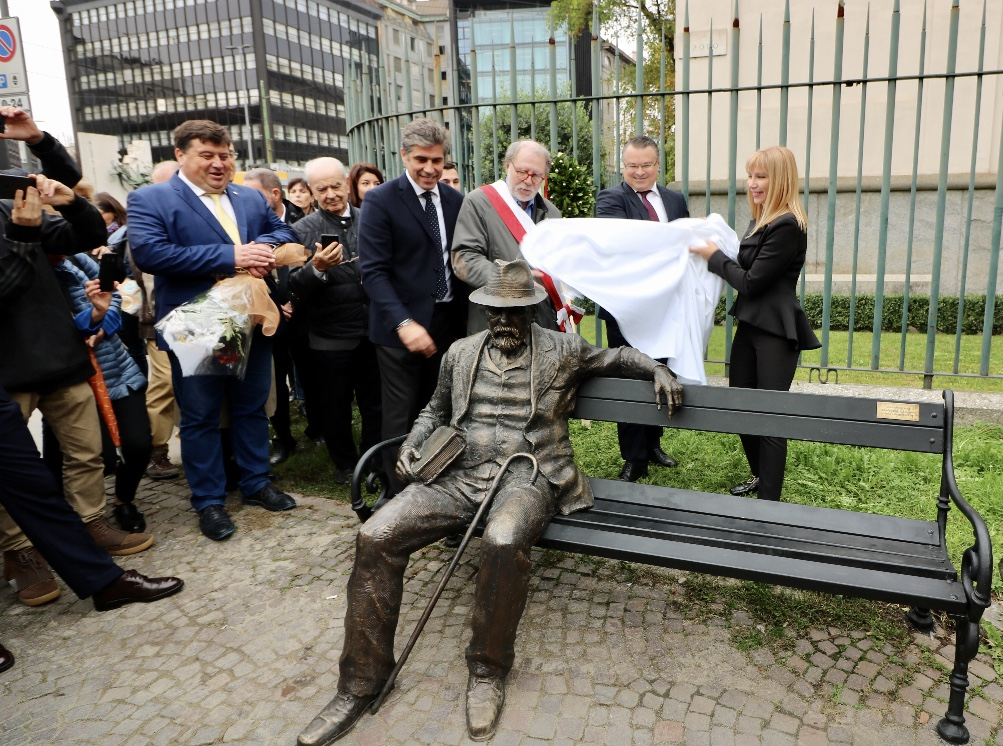
Il Console Tanya Dimitrova e i promotori dell'opera rivelano la panchina al pubblico.

Il monumento è stato eretto con il supporto della strategia di comunicazione della Repubblica di Bulgaria e altri promotori. All'inaugurazione ufficiale, avvenuta il 28 ottobre 2019, hanno presenziato funzionari della Repubblica di Bulgaria e d'Italia, tra i quali: l'ambasciatore della Repubblica di Bulgaria in Italia, Todor Stoyanov, il sottosegretario con delega ai rapporti con le delegazioni internazionali, Alan Christian Rizzi, il sindaco del comune di Bodio Lomnago Eleonora Paolelli, il presidente del Municipio 1 Fabio Arrigoni, l'ex ministro per i beni e le attività culturali d'Italia Alberto Bonisoli (con la moglie Lucia, di origine bulgara), il segretario generale per le attività culturali Luca Foschi, il direttore della Biblioteca Nazionale "SS. Cirillo e Metodio" Krasimira Aleksandrova, il direttore del dipartimento cultura e coordinatore del programma cultura di Sofia Biliyana Geneva, il sindaco del comune di Trjavna Doncho Zahariev.